# ピエール北川
ピエール北川（ピエールきたがわ、1970年6月2日 - ）は、日本のフリーアナウンサー。鈴鹿サーキットやツインリンクもてぎでのレース実況をメインに活躍している。軽妙な語り口とウィットの効いたトークが人気を呼び、TV分野にも進出している。愛称は「ピーちゃん」。三重県出身。

## 主な活動

### モータースポーツ場内実況
- SUPER GT公式アナウンサー（2014～）
- スーパーフォーミュラ
- F1世界選手権 日本グランプリ
- motoGP世界選手権 日本グランプリ
- フランス　ル・マン24時間レースオフィシャル日本語アナウンサー（2003年～2005年）
- INDY JAPAN 300mile（2011年)
- 鈴鹿8耐

### TV
- CBC製作「薬師寺保栄のドリームカー倶楽部」（番組ナレーション）
- GAORA（CS放送）製作「FIA世界ツーリングカー選手権(WTCC)」（実況アナウンサー）
- J SPORTS（CS放送）制作「全日本スーパーフォーミュラ選手権」（実況アナウンサー）

### イベントMC
- スーパードッグ・カーニバル（西武ドーム）
- HONDAレーシング サンクス デイ
- TOYOTAモータースポーツ フェスティバル
- NISMOフェスティバル
- スバル WRCファンクラブパーティー
- 三菱 チャンピオンズ・ミーティング
- MFJ表彰式
- 鈴鹿サーキット カウントダウンパーティー
- 無限 プレイングカート・フェスティバル
- ダイナランド NTTドコモDJ ステーション
- モータースポーツジャパン フェスティバル イン　お台場

ほか多数

### ラジオ
- FMポートウェイブ　「DAY TIME CRUISING」「EVENING WAVE」毎週水曜日レギュラー
- 東海ラジオ「のりのりアフタヌーン」
- FMおかざき
- INDY JAPAN RADIO 2011（ふくしまFM・RADIO BERRY・FMぐんま・NACK5・InterFM・bayfm・FMヨコハマ、2011年7月21日 - 9月17日、全9回）

ほか多数

### インターネット配信
- JAF MOTOR SPORTS NEWS DIGEST（2017年～）

### CM
- TSR　テクニカルスポーツレーシング（ラジオ）
- ダイナランド　スキー場（テレビ＆ラジオ）

ほかラジオCM多数

### ビデオ・DVD
- 「INDY JAPAN 300mile」オフィシャルDVD (EXPRESS)
- 「片山右京のKART@GOGO」（スリーコード）
- 「2000ワールドカップ・カートレース・イン・ジャパン」（スリーコード）

ほか

### 執筆
- オートスポーツ
- レーシング・オン
- ジャパンカート

## 特技、趣味、専門分野、得意分野

### 特技
- 自動車競技Aライセンス
- 普通自動車、大型2輪免許
- 第三級アマチュア無線技士免許

### 趣味
- モータースポーツ
- ドライブ
- スノーボード
- ゴルフ

### 専門分野
- モータースポーツ実況
- モータースポーツレポーター

### 得意分野
- 各種スポーツイベント実況
- イベント、パーティ等の司会
- ラジオパーソナリティー等